# Csóványosi kilátó
A csóványosi kilátó egykori geodéziai mérőtoronyból kialakított kilátó a Börzsönyben, a Csóványos 938 m magas csúcsán.

## Történelem

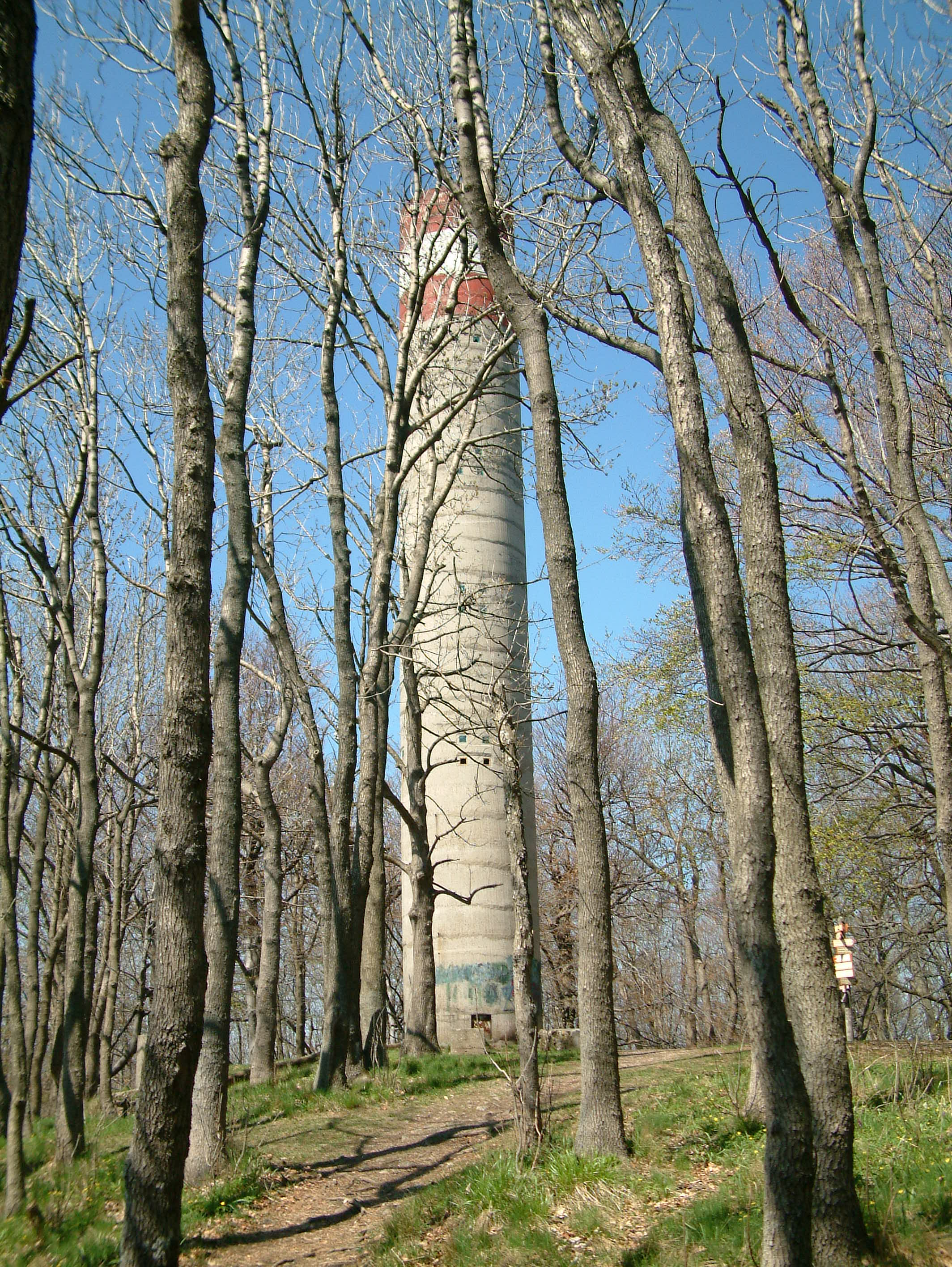
A geodéziai torony 2010-ben

### Geodéziai mérőtorony
A Csóványos már a második katonai felmérés idején is háromszögelési pontként szolgálhatott. Az ebből a célból készített, fából épült gúlákra a kirándulók már a kezdetektől felmásztak. Egy 1941-es fényképen egy 12-15 méter magas, fából készült torony látható, melyet 1958-ban átépítettek és 22-24 méter magasra emeltek.
A faszerkezet elöregedése miatt 1978-ban betonból emeltek 22,6 m magas geodéziai mérőtornyot. Mivel a toronyba hosszú ideig be lehetett jutni, és tetejéről remek körpanoráma tárul a látogató szeme elé (jó időben a Magas-Tátra és a Schneeberg is látható), sokan látogatták. Később a kezelő megyei földhivatal vélhetően biztonsági okokból lezáratta.

### A torony kilátóvá alakítása
2013 őszén az Ipoly Erdő Zrt. 85 millió forintos költséggel, európai uniós támogatással megkezdte a torony kilátóvá alakítását, melynek során a tornyot minden szinten körülsétálható, vörösfenyővel borított acélszerkezettel vették körül, és a torony belsejében biztonságos, 133 fokból álló csigalépcsővel látták el. A felújított tornyot 2014. október 9-én adták át.